# Osmanské Uhersko
Osmanské Uhersko (maďarsky: Török hódoltság, doslova „turecké podrobení“) zahrnovalo části Uherského království, které byly pod nadvládou Osmanské říše od obsazení Budína v roce 1541 až do uzavření Karlovického míru v roce 1699. Toto území bylo začleněno do říše pod názvem Macaristan. Většinu této doby pokrývalo Osmanské Uhersko jižní Zadunají a téměř celou oblast Velké uherské nížiny.
Osmanská říše vládla převážně středním, jižním a částečně i severovýchodním částem Uherska a rozdělila je do provincií (ejáletů neboli pašaliků). Zbytek severního a východního Uherska byl ponechán sedmihradským knížatům, kteří se však na oplátku museli stát osmanskými vazaly. Osmanská říše mimo jiné podporovala i sedmihradského vévodu Jana Zápolského v boji o uherský trůn a díky její pomoci se mu podařilo udržet si velkou část východních Uher.

## Osmanské provincie v Uhersku
- Budínský ejálet (1541–1686)
- Temešvárský ejálet (1552–1716)
- Jagerský ejálet (1596–1687)
- Sigetský ejálet (cca 1596–1600)
- Kanižský ejálet (1600–1690)
- Varadínský ejálet (1660–1692)
- Novozámecký ejálet (1663–1685)
- rozsáhlé oblasti Uher, později známé i jako Turecké Chorvatsko, se staly součástí Rumélijského ejáletu a později z něho vyčleněného Bosenského ejáletu (1580–1867)

## Uherští vazalové Osmanské říše
- Sedmihradské knížectví
- Východní Uhersko
- Hornouherské knížectví (z pohledu Osmanské říše jako „Středouherské království“)
- Oszmán Magyarország